# Xenophidion
Xenophidion ist eine artenarme und wenig bekannte Schlangengattung aus Malaysia. Der Gattungsname bedeutet so viel wie „fremde Schlange“ (ξένος xénos „fremd“) und ist ein Hinweis auf einige ungewöhnliche morphologische Eigenschaften, die die beiden Arten der Gattung charakterisieren.

## Merkmale
Xenophidion-Arten werden maximal 30 cm lang. Die Schlangen leben grabend in Laubstreu und unter Moos in dichten Regenwäldern. Charakteristisch für die Gattung ist eine mehr (X. acanthognathus) oder weniger (X. schaeferi) starke Kielung der Körperbeschuppung. Zwischen den Augen befindet sich eine sattelförmige Einbuchtung. Die Anzahl der Subcaudale liegt bei 43 (X. schaeferi) bzw. 51 (X. acanthognathus). Eine Loreale fehlt. Die Anzahl der Zähne auf dem Gaumenbein liegt bei 8 bzw. 10, auf dem Flügelbein bei 13 bzw. 16 und im Unterkiefer bei 12 bzw. 19. Charakteristisch für die Gattung ist ein großer, vorn liegender Fangzahn und ein (X. acanthognathus) bzw. drei (X. schaeferi) Zähne vor diesem Fangzahn, sowie ein nach hinten gerichteter, stachelförmiger Fortsatz am Oberkiefer, der aber nur nach einer Dissektion sichtbar ist.

## Systematik
Die Gattung und beide Arten wurden 1995 durch die deutschen Herpetologen Rainer Günther und Ulrich Manthey beschrieben und zunächst in die Verwandtschaft der Nattern (Colubridae) gestellt. 1998 erfolgte die Zuordnung zu einer eigenständigen, monotypischen Familie (Xenophidiidae) durch Günther und Van Wallach. Xenophidion ist wahrscheinlich nah mit den Bolyerschlangen (Bolyeriidae) verwandt, mit denen sie verschiedene Merkmale teilen.

## Arten
Es sind zwei Arten der Gattung Xenophidion bekannt:
- Borneo-Stachelkiefer (Xenophidion acanthognathus Günther & Manthey, 1995) – Typusart aus dem Distrikt Sipitang im malaysischen Bundesstaat Sabah auf Borneo.
- Malayen-Stachelkiefer (Xenophidion schaeferi Günther & Manthey, 1995) – nur von einem einzigen Exemplar aus dem Templer Park im malaiischen Bundesstaat Perak bekannt.